# ألفا توكوفيرول
ألفا توكوفيرول (بالإنجليزية: Alpha-Tocopherol)‏ هو دواء يُستعمل في علاج:
- مرض ألزهايمر مبكر البدء[8]
- فقر الدم الانحلالي[8]

## دوره
يلعب هذا الدواء دورًا في علاج الأمراض كونه:
- مضاد تأكسد
- فيتامين